# 波吉亚宫

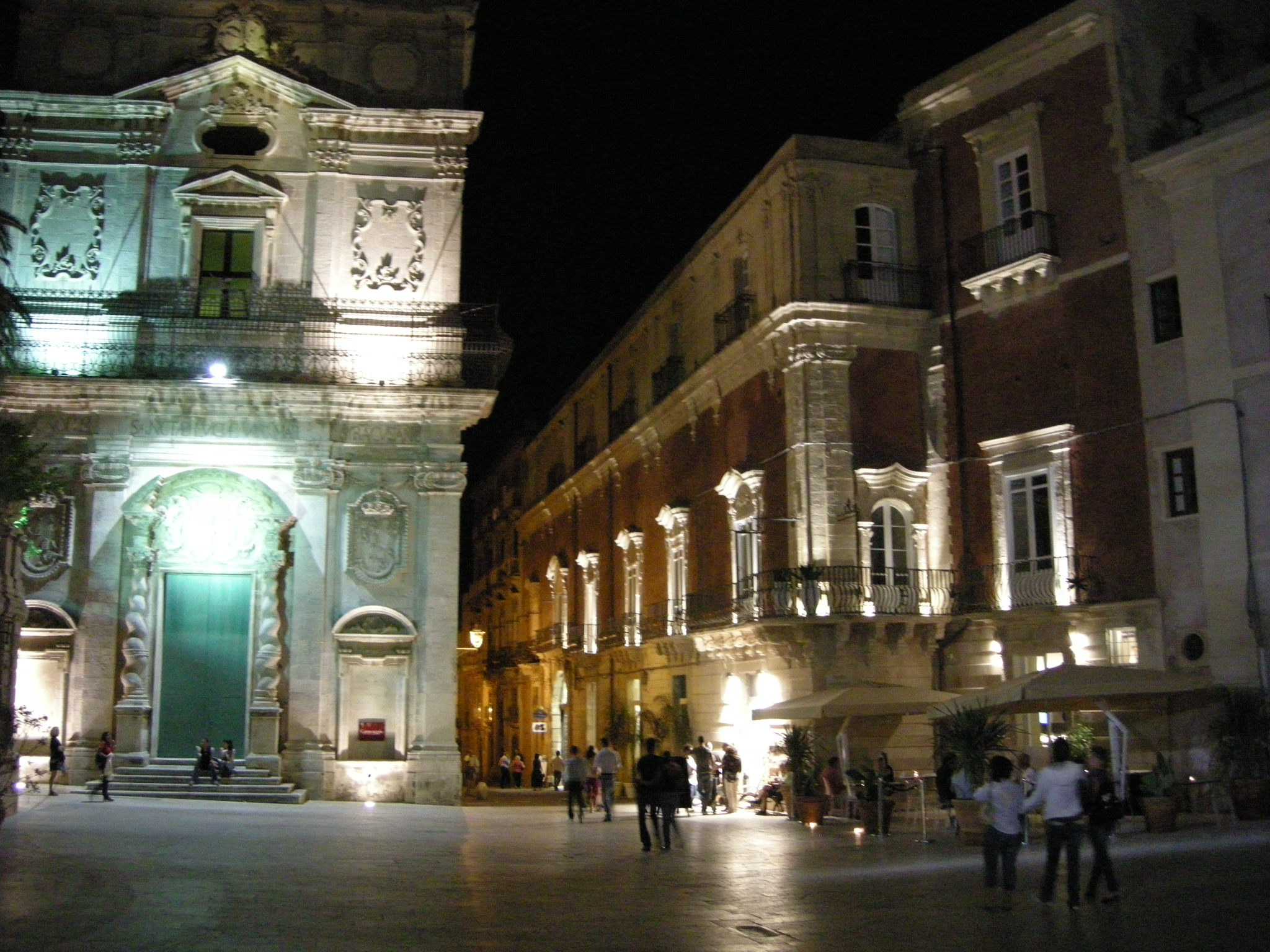

波吉亚宫（Palazzo Borgia del Casale）位于意大利西西里锡拉库萨奥提伽岛主教座堂广场（Piazza del Duomo），建于1760年。

## 历史
这座宫殿是由波吉亚家族和因佩利泽里家族这两个贵族家庭的后裔建造的。因佩利泽里家族是一个古老的锡拉库萨贵族家族，他们称为卡萨勒，因为在位于诺托和罗索利尼之间的卡萨勒地区拥有封地。而波吉亚家族是一个有着西班牙血统的强大家族，他们在15世纪搬到罗马，因其一位有影响力的成员的野心而写入意大利历史：他成为了教宗亚历山大六世，他是一个不信教的人，一生只有一个目标；以波吉亚的名义统一意大利。这两个家族之间有某种婚姻纽带。

## 建筑

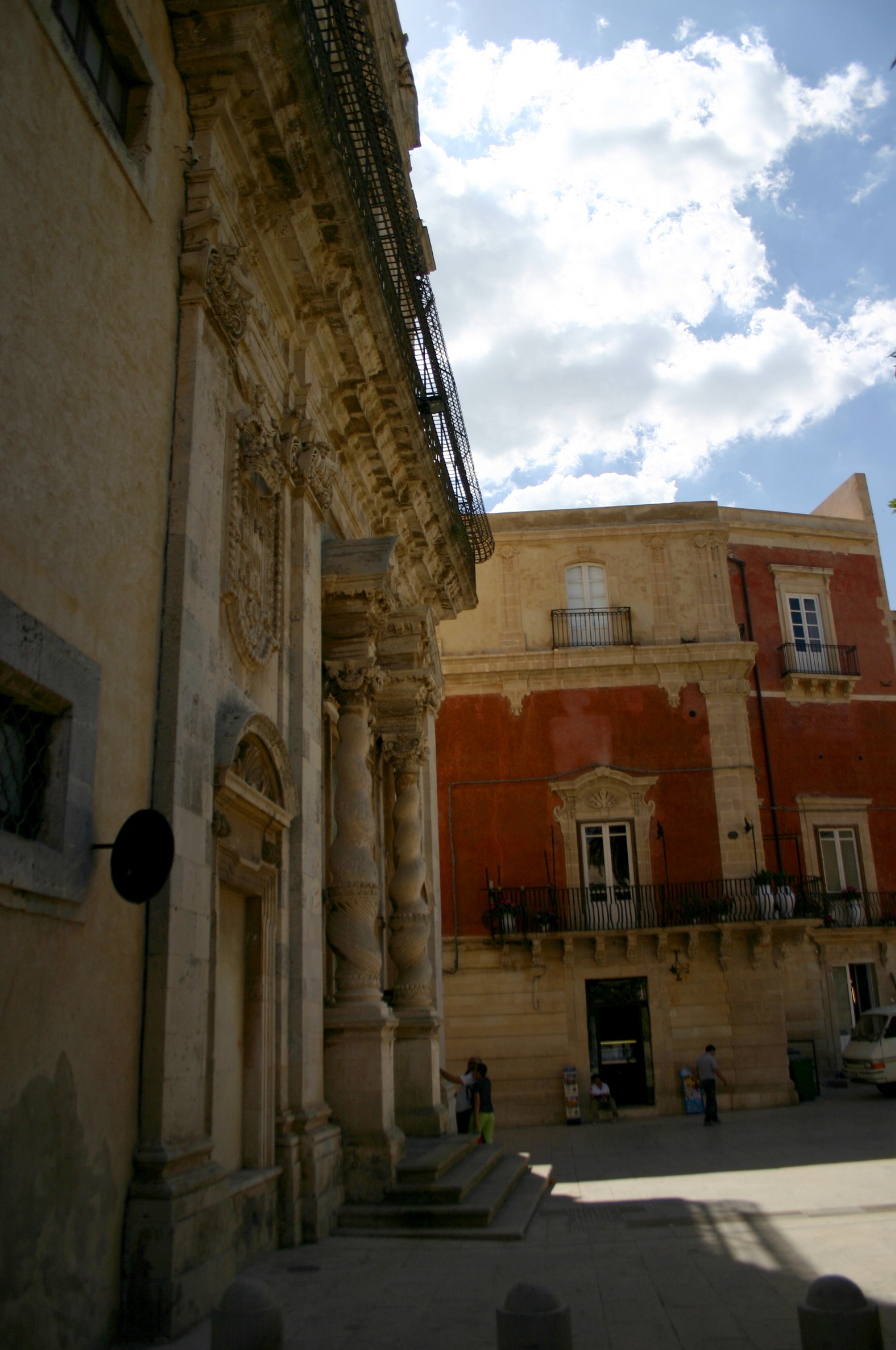

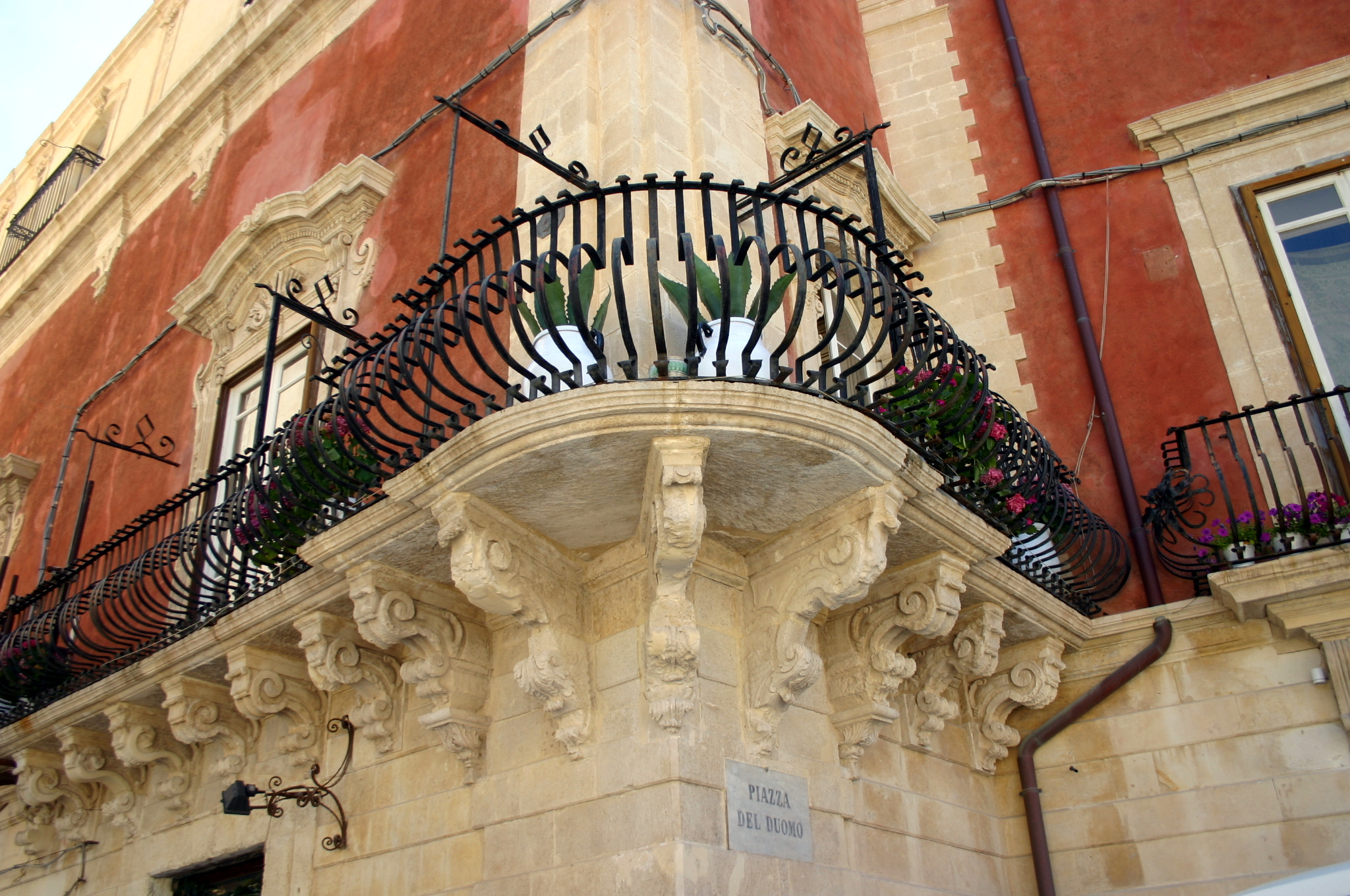

波吉亚宫位于主教座堂广场，圣路济亚堂（Santa Lucìa alla Badìa）和博纳诺-托斯卡诺宫（Palazzo Bonanno - Toscano）之间。与原设计相比，它的正立面经过了改建。
波吉亚宫建在一座可以追溯到1396年的阿拉贡王国宫殿的遗址上。重建发生在十八世纪。主入口呈拱形，上层拥有优雅的锻铁阳台，顶部装饰着几何浅浮雕。宫殿的立面与主教座堂广场的其他宫殿相似，但巴洛克风格的装饰较少。宫殿内部有一个庭院，大厅中也有巴洛克风格的元素。
最近修复后，波吉亚宫内部分为两个截然不同的环境：一楼用于商业和世俗用途，而楼上的“贵族层”，保留用作婚礼、文化展览、会议等豪华或重要的招待会。